# Перекладознавство
Перекладознавство — самостійна галузь прикладної лінгвістики, присвячена найважливішим поняттям, проблематиці, термінології перекладознавства.

## Загальні відомості
Вивчення перекладознавства полегшує розуміння мовних явищ при опануванні конкретних мов у контексті перекладознавчої науки.
Говорячи про переклад, потрібно згадати про лінгвістичні і нелінгвістичні аспекти перекладу.
Термін «переклад» багатозначний. З одного боку, він позначає діяльність, яка полягає у відтворенні змісту тексту (в широкому розумінні) однією мовою засобами іншої мови, а з іншого, — власне результати цієї діяльності. Йдеться про переклад-процес і переклад-результат (продукт, текст). Наука про переклад охоплює декілька напрямів, серед яких виокремлюють теорію перекладу, аналіз перекладу, методику навчання перекладу. Як і багато інших дисциплін прикладної лінгвістики, переклад по суті міждисциплінарний, бувши зв'язаним не лише з лінгвістикою, а й з літературознавством, психолінгвістикою, когнітивними науками і культурною антропологією. У цьому параграфі формулюється типологія «природного» перекладу, обговорюються його лінгвістичні проблеми.
Міждисциплінарність теорії перекладу і її практичних застосувань вказує на те, що переклад є не суто мовним, а досить складним когнітивним феноменом. Перекладаючи з однієї мови на іншу, людина використовує як свої мовні знання і можливості, так і найрізноманітніші екстралінгвальні знання (про фізичну природу світу, про суспільство і його культуру, про ситуації, в яких був зароджений текст, який перекладається, і буде сприйматися його переклад тощо), причому етапи розуміння і синтезу тексту принципово відрізняються. Наявні декілька шляхів, які ведуть від тексту на «мові-джерелі» L1 до тексту на «мові-цілі» L2. Це відображає той факт, що переклад може здійснюватися з різною мірою проникнення в зміст тексту. Переклад за повним шляхом передбачає, що впродовж його здійснення триває побудова деякого концептуального (поняттєвого) представлення змісту тексту, імовірно не залежного від особливостей вхідної і вихідної мов і що враховує все розмаїття знань, якими в зв'язку з конкретним текстом може послуговуватися перекладач (або перекладацьким пристроєм) для максимально адекватної передачі його змісту на іншій мові. Іншими словами, переклад за повною схемою — це не підбір перекладних відповідностей, а максимально глибоке розуміння тексту плюс породження нового тексту на іншій мові, чи, інакше, два послідовних переклади: спочатку на гіпотетичну концептуальну мову-посередник, а потім, вже з цієї мови-посередника, на мову-ціль. Скорочена схема перекладу передбачає встановлення перекладних відповідностей між суттями текстів на мові-джерелі і мові-цілі; при цьому суті зберігають особливості цих мов, і ніякої мови-посередника не постулюється. Нарешті, при короткій схемі перекладу перекладацькі відповідності встановлюються безпосередньо між виразами мови-джерела і мови-цілі (скажімо, при перекладі етикетних формул типу Леді і джентльмени чи Доброго дня!). Коротка схема, зрозуміло, вироджений випадок перекладу, однак він типовий для ситуацій, коли людина, яка говорить, фактично не знає мови-цілі і залучає розмовники для вираження комунікативного наміру. Повну, скорочену і коротку схему перекладу можна назвати когнітивними стратегіями перекладу, які вибираються когнітивною системою людини в залежності від характеру комунікативної ситуації і її етапів.
Сучасне українське перекладознавство може пишатися своїми здобутками та вченими-теоретиками та перекладачами-практиками. Варто згадати таких вітчизняних корифеїв перекладознавства: Роксолану Зорівчак, В'ячеслава Карабана, Тараса Кияка, Ладу Коломієць, Віктора Коптілова, Ілька Корунця, Марину Новикову, Віталія Радчука, Олександра Фінкеля, Олександра Чередниченка, Леоніда Черноватого, Світлану Швачко, Артура Гудманяна, Олександра Ребрія.
Найвідомішими українськими перекладачами є Юрій Андрухович, Микола Бажан, Іван Дзюб, Сергій Жадан, Григорій Кочур, Пантелеймон Куліш, Микола Лукаш, Микола Зеров, Олександр Ірванець, Василь Мисик, Дмитро Паламарчук, Олександр Панасьєв, Анатоль Перепадя, Юрій Покальчук, Андрій Содомора, Максим Стріха, Василь Стус, Борис Тен, Костянтин Тищенко, Мойсей Фішбейн, Іван Франко.

## Мета перекладознавства
Мета перекладознавства — створити теоретичну основу для подальшого набуття нами практичних умінь і навичок у галузі перекладу та вивчення моделей і закономірностей процесу перекладу і перекладацьких відповідностей, а також способів перекладу текстів різних жанрів і стилів.
Основні завдання перекладознавства:
- ознайомити нас із сучасним станом науки про переклад у нашій країні та за кордоном;
- допомогти нам здобути початкові знання з різних аспектів і типології перекладу;
- сформувати вміння використовувати при перекладі двомовні та тлумачні словники різних типів;
- сприяти створенню словника постійних міжмовних відповідників у певній галузі мов;
- виробити початкові навички спостереження мовних явищ і наукового аналізу.

## Методи перекладу (комунікативний та семантичний)
Ньюмарк вважає, що є два типи перекладу: комунікативний переклад намагається справляти на своїх читачів враження, максимально близьке до того, яке вони могли б відчути, прочитавши оригінал. Семантичний переклад намагається надавати точне контекстуальне значення оригіналу настільки близько, наскільки семантична і синтаксична структури другої мови це дозволяють. Одна основна відмінність між ними двома — це те, що комунікативний (який, на нашу думку, можна називати прагматичний) мусить наголошувати на «силі», швидше ніж на змістові повідомлення.

Комунікативний переклад «Beware of the dog — Обережно — собака» є обов'язковим; семантичний переклад (собака може вкусити) був би більш інформативним, але менш ефективним. Пор. — wet paint — обережно, пофарбовано — лавка пофарбована.
Загалом, комунікативний переклад вважається прямішим і більш обумовленим, пристосованим до часткового реєстру мови. Семантичний переклад повинен бути більш детальним і переслідувати розумові процеси, швидше ніж інформацію відправника.
Немає ні комунікативного, ні семантичного методу перекладу тексту — це, фактично, широкі групи методів, які перекриваються. Переклад може бути більш або менш семантичним, чи менш комунікативним — навіть часткові речення чи словосполучення можуть трактуватися більш комунікативно чи менш семантично.
Для Ньюмарка (1988), комунікативний і семантичний переклад розгалужуються на пізній стадії аналітичного чи когнітивного перекладу, що є передперекладацькою процедурою, яка може виконуватися на тексті мови-джерела, аби перетворити його на мову-джерело або цільову мову — остаточні версії будуть ближче одні до одних, ніж оригінальний текст і остаточний переклад.
В принципі, когнітивний переклад переміщає текст мови-джерела граматично, щоб пояснити елементарні висловлювання типу «активний суб'єкт + дієслово + неактивний об'єкт дії». Однак, граматичне значення тексту-джерела стає явним. Далі когнітивний переклад розділяє класові похідні слова на їх компоненти і пояснює відношення всіх багатозначних складних іменників (наприклад, data acquisition: system to control the acquiring of data)